# Maladjusted
Maladjusted är ett studioalbum av Morrissey. Det släpptes den 12 augusti 1997 på skivbolaget Mercury.

## Låtlista
Samtliga låtar skrivna av Morrissey och Alain Whyte, om inte annat anges.
1. "Maladjusted" (Martin Boorer/Morrissey) - 4:42
2. "Alma Matters" - 4:48
3. "Ambitious Outsider" - 3:56
4. "Trouble Loves Me" - 4:40
5. "Papa Jack" - 4:33
6. "Ammunition" (Martin Boorer/Morrissey) - 3:38
7. "Wide to Receive" (Spencer Cobrin/Morrissey) - 3:53
8. "Roy's Keen" - 3:36
9. "He Cried" - 3:21
10. "Sorrow Will Come in the End" - 2:51 (ej inkluderad i Storbritanniens utgåva)
11. "Satan Rejected My Soul" (Martin Boorer/Morrissey) - 2:56